# Sulevi Peltola
Sulevi Antero Peltola , född 7 december 1946 i Viljakkala, död 28 januari 2025 i Helsingfors, var en finländsk skådespelare. Han avlade examen från skådespelarutbildningen vid Finlands teaterskola år 1968 och arbetade därefter som assistent åt bland andra Rauni Mollberg och Mikko Niskanen. Tidigt i sin karriär var Peltola med och grundade KOM-teatern. Han samarbetade ofta med regissören Matti Ijäs. I dramaserien Kotikatu spelade Peltola Onni Partanen.